# Qırılı
Qırılı è un comune dell'Azerbaigian situato nel distretto di Ağstafa. Conta una popolazione di 3 810 abitanti.